# Aivar Kuusmaa
Aivar Kuusmaa, né le 12 juin 1967, à Tallinn, en République socialiste soviétique d'Estonie, est un joueur et entraîneur estonien de basket-ball. Il évolue durant sa carrière au poste d'arrière.

## Palmarès
Joueur
- World Basketball League 1989, 1990

Entraîneur
- Champion d'Estonie 2011, 2012